# Dürnbachwand
Die Dürnbachwand gehört zum Nordwestgrat des Brecherspitz, welcher oberhalb von Fischbach-Neuhausen beim Schliersee endet. Dort bildet die Wand einen Gratgipfel, der mit einem einfachen Gipfelkreuz versehen ist. Im weiteren Gratverlauf folgen tiefer Ankelspitz und wenig höher gelegen Schlierseespitz. Es führen keine ausgezeichneten Wege auf den Grat und Gipfel.